# Pentobarbital
 Pentobarbital, còn được gọi là pentobarbitone, là một barbiturat tác dụng ngắn. Ở liều cao, pentobarbital gây tử vong do ngừng hô hấp. Tại Hoa Kỳ, loại thuốc này đã được sử dụng để xử tử tội phạm bị kết án. Lundbeck (một trong nhiều nhà sản xuất) không cho phép bán cho các nhà tù hoặc bộ phận cải chính để thực hiện án tử hình. Thương hiệu Abbott Dược phẩm của pentobarbital, Nembutal, có sẵn trong các viên nang màu vàng 50 và 100 mg đã bị ngừng vào năm 1999.   kê toa cho chứng mất ngủ, nó đã được thay thế phần lớn bởi họ thuốc benzodiazepine. Nembutal bị lạm dụng rộng rãi và được biết đến trên đường phố là "áo khoác màu vàng" do vỏ viên nang màu vàng của chúng. Pentobarbital ở dạng thuốc không còn nữa. Cái chết của Marilyn Monroe vào năm 1962 được coi là tự tử có thể xảy ra do dùng quá liều Nembutal.

## Công dụng

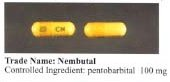

Các ứng dụng điển hình cho pentobarbital là an thần, thôi miên trong thời gian ngắn, tiền sản, mất ngủ và kiểm soát co giật trong trường hợp khẩn cấp. Dược phẩm Abbott đã ngừng sản xuất nhãn hiệu viên nang Pentobarbital của họ vào năm 1999, phần lớn được thay thế bởi họ thuốc Benzodiazepine. Pentobarbital cũng bị lạm dụng rộng rãi, được biết đến trên đường phố là "áo khoác màu vàng". Họ đã có sẵn trong 50 và 100 mg. viên nang màu vàng. Pentobarbital ở dạng thuốc viên không còn được sản xuất.
Nó cũng được sử dụng như một tác nhân gây mê thú y.
Pentobarbital cũng có một ứng dụng trong việc giảm áp lực nội sọ trong hội chứng Reye, chấn thương sọ não và khởi phát hôn mê ở bệnh nhân thiếu máu não. Hôn mê do Pentobarbital gây ra đã được ủng hộ ở những bệnh nhân bị suy gan cấp tính với mannitol.

### Cái chết
Pentobarbital có thể gây tử vong khi sử dụng với liều lượng cao. Nó được sử dụng cho trợ tử cho người cũng như động vật. Nó cũng được sử dụng bởi chính nó, hoặc kết hợp với các tác nhân bổ sung như phenytoin, trong các giải pháp tiêm euthanasia động vật thương mại. 

Pentobarbital Natri (CAS số 57-33-0)

Ở Hà Lan, giao thức chuẩn cho tự tử của bác sĩ là cung cấp 9 gram natri pentobarbital cùng với xi-rô đường trong dung dịch ethanol 20% để bệnh nhân tự dùng.
Liều dùng pentobarbital được chỉ định cho trường hợp tử vong do bác sĩ hỗ trợ tại các tiểu bang Oregon, Washington, Vermont và California (tính đến tháng 1 năm 2016) thường là 10 g ở dạng lỏng. Điều này là cao hơn đáng kể so với liều để quản lý tình trạng động kinh.

## Chuyển hóa
Pentobarbital trải qua quá trình trao đổi chất đầu tiên ở gan và có thể cả ruột.

## Tương tác thuốc
Sử dụng ethanol, benzodiazepin, opioids, thuốc kháng histamine, thuốc ngủ an thần khác và thuốc ức chế hệ thần kinh trung ương khác sẽ gây ra tác dụng phụ có thể xảy ra.

## Hóa học
Pentobarbital được tổng hợp bằng các phương pháp tương tự như amobarbital, sự khác biệt duy nhất là quá trình kiềm hóa este α-ethylmalonic được thực hiện với 2-bromopentane thay cho 1-bromo-3-methylbutane để tạo ra pentobarbital.

## Tên gọi
Pentobarbital là INN, AAN, BAN và USAN trong khi pentobarbitone là AAN và BAN trước đây.
Một thương hiệu cho loại thuốc này là Nembutal, được đặt ra bởi John S. Lundy, người bắt đầu sử dụng nó vào năm 1930, từ công thức cấu trúc của muối natri — Na (natri) + ethyl + methyl + butyl + al (hậu tố phổ biến cho barbiturat). Nembutal được thương hiệu và sản xuất bởi công ty dược phẩm Đan Mạch Lundbeck (hiện được sản xuất bởi Akorn Dược phẩm) và là dạng tiêm pentobarbital duy nhất được chấp thuận để bán tại Hoa Kỳ. Abbott đã ngừng sử dụng nhãn hiệu thuốc viên Pentobarbital Nembutal của họ vào năm 1999, phần lớn được thay thế bởi họ thuốc Benzodiazepine. Nhãn hiệu viên nang Pentobarbital của Abbott đã bị lạm dụng rộng rãi và được biết đến trên đường phố là "áo khoác màu vàng". Chúng có sẵn trong 50 và 100 viên nang màu vàng mạnh mẽ.
Pentobarbital có thể xảy ra như một axit tự do, nhưng thường được xây dựng như natri muối, natri pentobarbital. Các axit tự do chỉ hòa tan một chút trong nước và trong ethanol.